# Cablu torsadat

Diagrama celor 25 de perechi definite inițial de AT&T

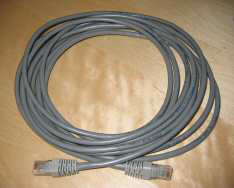
Cablu 10BASE-T

Cablul torsadat este un tip de cablu des întâlnit în care doi conductori sunt răsuciți unul în jurul celuilalt în scopul anulării interferenței electromagnetice ce cauzează diafonie. Numărul de răsuciri pe o distanță de un metru face parte din specificațiile tipurilor de cabluri. Cu cât acest număr este mai mare, cu atât diafonia este redusă mai mult. Răsucirea firelor cauzează reducerea interferenței deoarece:
- Zona de buclă dintre conductori (care determină cuplajul magnetic în semnal) este redusă la minimul fizic.
- Direcțiile de curent generate de un câmp magnetic cuplat uniform sunt inversate la fiecare răsucire, anulându-se reciproc.

## Tipuri de cablu

Cablu torsadat neecranat

### Cablu torsadat neecranat UTP (Unshielded Twisted Pair)
Este format din 4 perechi de fire, izolate între ele. Prin torsadarea perechilor de fire apare efectul de anulare, efect ce limiteaza degradarea semnalului util din cauza interferențelor magnetice.
Cablul torsadat neecranat este cea mai des întâlnită variantă de cablu torsadat din rețelele de date. Cablurile UTP sunt numite adesea cabluri Ethernet, după Ethernet, standardul cel mai răspândit (dar nu și cel mai fiabil) ce folosește cabluri UTP. Acesta este tipul principal de cablu utilizat în bucla locală a rețelelor telefonice și în rețelele de date (în special drept cablu patch sau conexiune temporară la rețea) datorită flexibilității sale deosebite.
Spre deosebire de FTP și STP, cablul UTP nu are nici un tip de ecranare.

Cablu torsadat ecranat cu folie

### Cablu torsadat ecranat cu folie (FTP)
Cablul FTP este un cablu UTP în care conductorii sunt înveliți într-o folie exterioară de ecranare în scopul protejării împotriva interferențelor externe. Folia exterioară are, de asemenea, rolul de conductor de împământare electrică.

Cablu torsadat ecranat, cu tresă

### Cablu torsadat ecranat, cu tresă (S/UTP)
Asemănător cu FTP, singura diferență fiind că S/UTP are o tresă împletită în loc de folie învelind toate perechile.

Cablu torsadat ecranat, cu folie și tresă

### Cablu torsadat ecranat, cu folie și tresă (S/FTP)
Acest tip de cablu este o combinație a tipurilor S/UTP și FTP, fiind ecranat cu folie și tresă.

Cablu torsadat ecranat

### Cablu torsadat ecranat (STP)
În acest tip de cablu, fiecare pereche este învelită într-o folie de ecranare și oferă o bună protecție împotriva interferențelor și a diafoniei. Foliile de ecranare au, de asemenea, rolul de conductor de împământare.
Cablul STP a fost utilizat cu precădere în rețelele jeton în inel (token ring), dar în prezent este rar implementat deoarece potențialele performanțe superioare tipului UTP nu justifică diferența mare de preț. În plus, datorită foliilor, flexibilitatea cablului este mult redusă.

Cablu torsadat ecranat, cu tresă

### Cablu torsadat ecranat, cu tresă (S/STP)
Cablul S/STP este asemănător tipului STP, dar are în plus o tresă împletită ce învelește toate perechile (similară celei din cablul coaxial), oferind o protecție deosebită împotriva interferențelor externe. 

## Categorii de cablu
Cablurile cu perechi răsucite sunt împărțite în categorii în funcție de specificațiile privind integritatea semnalului. În cazul în care într-un sistem sunt utilizate cabluri aparținând mai multor categorii, performanțele maxime ale sistemului sunt limitate la cele ale categoriei inferioare.

### Cat.1
Categoria 1 a fost inițial definită în standardul TIA/EIA 568 și a fost utilizată pentru comunicații telefonice, ISDN și sonerii. 
În prezent este perimată, nerecunoscută de TIA/EIA și neutilizată.

### Cat.2
Categoria 2 a fost inițial definită în standardul TIA/EIA 568 și a fost utilizată în rețelele jeton în inel (token ring), fiind capabilă a transmite date la o viteză de 4Mbps. 
În prezent este perimată, nerecunoscută de TIA/EIA și neutilizată.

### Cat.3
Categoria 3 a fost proiectată pentru a transmite în mod fiabil date la viteza de 10Mbps, având o frecvență de 16 MHz și făcând parte dintr-o familie de standarde privind cablurile de cupru definite în parteneriat de EIA (Electronic Industries Alliance) și TIA (Telecommunications Industry Association). Cat.3 a fost utilizată pe scară largă în anii '90 în rețelele de date, dar a pierdut din popularitate în favoarea standardului Cat.5, standard similar dar cu performanțe sporite.
Spre deosebire de Cat.1, 2, 4 și 5, Cat.3 este încă recunoscută de standardul TIA/EIA-568-B.

### Cat.4
Categoria 4 a fost inițial definită în standardul TIA/EIA 568 și a fost utilizată în rețelele jeton în inel, fiind capabilă a transmite date la o viteză de 16Mbps, având o frecvență de 20 MHz.
În prezent este perimată, nerecunoscută de TIA/EIA și neutilizată.

### Cat.5
Categoria 5 a fost proiectată pentru a oferi o înaltă integritate a semnalului. Odată cu introducerea în anul 2001 a standardului TIA/EIA-568-B, categoria 5 a devenit perimată și a fost înlocuită de categoria 5e.
Specificațiile inițiale pentru cablul cat.5 au fost definite în ANSI/TIA/EIA-568-A, cu clarificări în TSB-95. Aceste documente precizau caracteristicile de performanță și cerințele de testare pentru frecvențe de până la 100 MHz. Cablul cat.5 includea patru perechi răsucite într-o cămașă și a fost utilizat în mod deosebit în rețelele de 100Mbps, precum 100BASE-TX Ethernet, deși IEEE 802.3ab definea standarde pentru 1000BASE-T - Gigabit Ethernet pe cablu cat.5. Cablul cat.5 avea 3 răsuciri la fiecare țol (2,54 cm) de cablu de cupru AWG 24. O altă caracteristică importantă este că firele sunt izolate cu fluoretilen-propilenă (FEP) - plastic cu dispersie redusă; cu alte cuvinte, constanta dielectrică a plasticului nu depinde în mare măsură de frecvență. A fost acordată, de asemenea, atenție deosebită minimizării dezacrodurilor de impedanță la punctele de conexiune.
Cablurile cat.5 au fost în principal utilizate în cablarea structurată a rețelelor de date, precum Fast Ethernet, dar au avut aplicație și în transportul altor semnale, de exemplu servicii de telefonie de bază, rețele jeton în inel și ATM (cu viteze de până la 155 Mbps, pe distanțe scurte).
Pentru conectarea cablului cat.5 se utilizau aproape întotdeauna conectori RJ-45.

### Cat.5e
Categoria 5e este o versiune îmbunătățită (engl.: Enhanced)a cat.5 care adaugă specificații pentru telediafonie (engl.: far-end crosstalk). Deși 1000BASE-T fusese proiectat pentru a fi utilizat cu cablu cat.5, specificațiile mai stricte ale categoriei 5e au făcut din aceasta o alegere excelentă pentru utilizarea cu 1000BASE-T. În ciuda specificațiilor mai stricte privind performanța (frecvențe de până la 125 MHz), cablul de categoria 5e nu permite distanțe mai lungi pentru rețelele Ethernet: cablurile orizontale sunt limitate tot la 90m lungime. Caracteristicile de performanță și cerințele de testare pentru cat.5e sunt precizate în TIA/EIA-568-B.2-2001.
Pentru conectarea cablului cat.5e se utilizează aproape întotdeauna conectori RJ-45.

### Cat.6
Categoria 6, definită în ANSI/TIA/EIA-568-B.2-1, este un standard de cablu pentru Gigabit Ethernet și alte protocoale de rețea, compatibil cu categoriile 3, 5 și 5e. Cat.6 impune specificații mai stringente pentru diafonie și zgomot de sistem, oferind în același timp performanțe înalte la o frecvență dublă față de cat.5e - 250 MHz (max).
Ca și standardele anterioare, cat.6 conține patru perechi de conductori de cupru, dar dimensiunea conductorilor crește de la AWG 24 la AWG 23. La fel ca pentru toate categoriile definite de TIA/EIA-568-B, lungimea maximă a unui cablu orizontal cat.6 este 90m. În cazul unui canal complet (cablu orizontal plus cabluri de conectare la fiecare capăt), lungimea maximă admisă poate fi până la 100m, în funcție de raportul dintre lungimea cablului de conectare și lungimea cablului orizontal.

### Cat.7
Categoria 7, definită în ISO/IEC 11801:2002 drept cat.7/clasa F, este un standard de cablu pentru Ultra Fast Ethernet și alte tehnologii de interconectare ce poate fi compatibil cu categoriile tradiționale cat.5e și cat.6. Caracteristicile cat.7 privind diafonia și zgomotul de sistem sunt și mai stringente decât cele ale cat.6. Pentru a atinge aceste caracteristici, s-a adăugat ecranare atât pentru fiecare pereche în parte cât și pentru întreg cablul.
Standardul cat.7 a fost creat pentru a permite construirea unei rețele 10-gigabit Ethernet pe o lungime de 100m de cablu orizontal. Cablul cat.7 poate avea ca terminație conectori GG45 compatibili cu conectorii RJ-45; utilizat împreună cu conectorii GG45, frecvența normată a cablului cat.7 este de până la 600 MHz. Se are, de asemenea, în vedere un standard de conectori dezvoltat de Siemon, ce renunță la compatibilitatea cu RJ-45 în schimbul unei creșteri semnificative în performanță (frecvențe de până la 1,2 GHz). Această nouă interfață, denumită TERA, reprezintă singurul tip de conector non-RJ de cat.7/clasa F recunoscut în cadrul ISO/IEC 11801 Ed. 2.0.